# Ardez
Ardez é uma comuna da Suíça, no Cantão Grisões, com cerca de 443 habitantes. Estende-se por uma área de 61,43 km², de densidade populacional de 7 hab/km². Confina com as seguintes comunas: Ftan, Galtür (AT-7), Guarda, Lavin, Tarasp, Zernez.
A língua oficial nesta comuna é o romanche, falado por 73,8% dos habitantes, de acordo com o censo de 2000. O alemão é falado por 20,2% da população, e o italiano, por 3,0%.
O dialeto da língua romanche falado em Ardez é o vallader.
Situada nos Grisões, a aldeia de Ardez é reconhecida como tesouro nacional. Encontra-se a distância de marcha de Guarda.

## História
Ardez foi mencionada pela primeira vez no ano de 840, como Ardezis. No século XIX, era conhecida pelo nome alemão de Steinsberg.

## Património
O seu maior centro de interesse são as ruínas do castelo de Steinsberg.

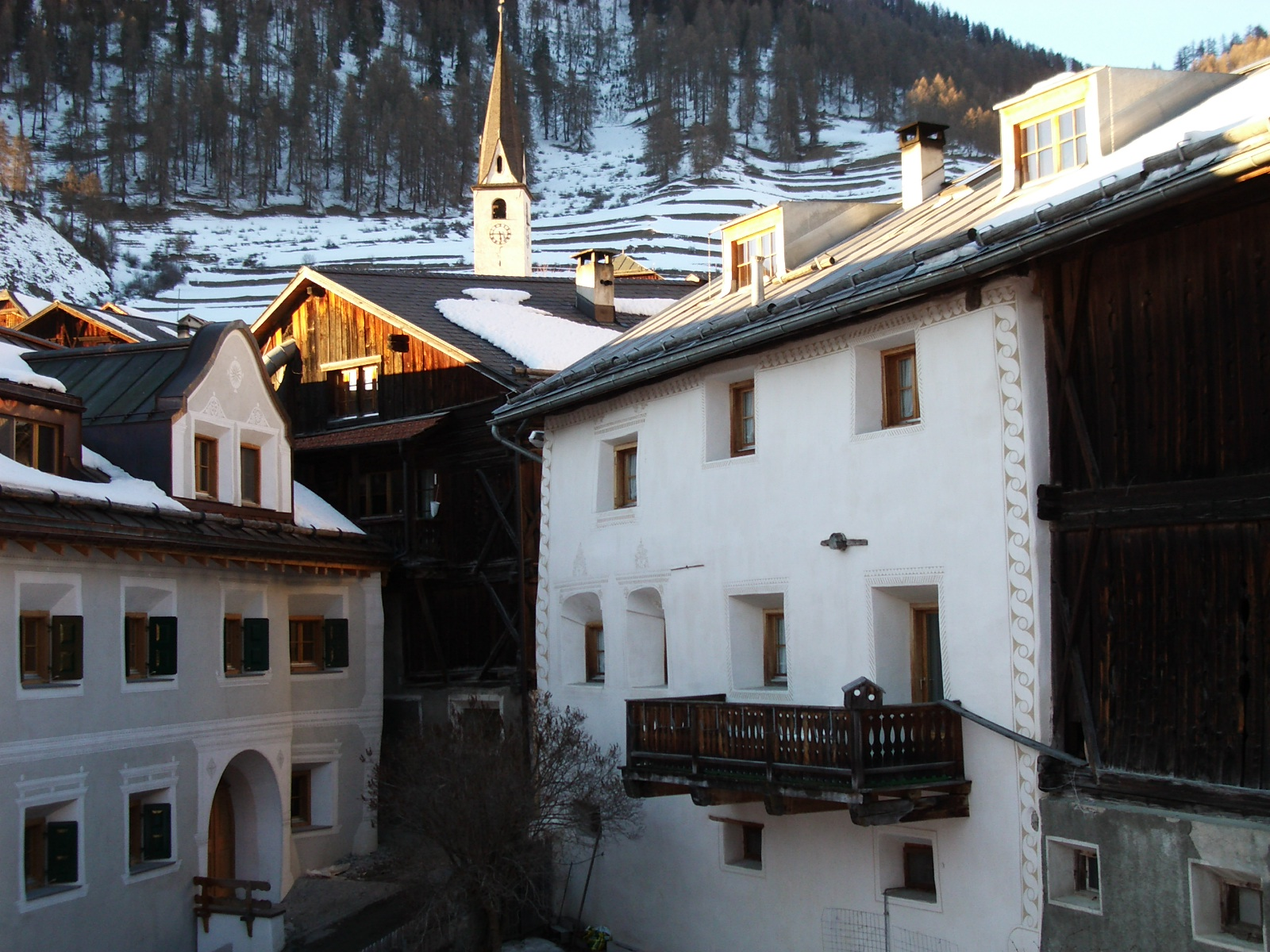
Centro de Ardez